# Eleccions legislatives lituanes de 1990
Les Eleccions legislatives lituanes de 1990 es van celebrar el 24 de febrer de 1990 a l'encara República Socialista Soviètica de Lituània per a escollir els 135 membres del Soviet Suprem lituà. Foren les primeres eleccions democràtiques a Lituània des dels anys 1930.
El nombre de membres de l'Assemblea havia de ser 141, però no es va produir cap resultat a sis constituències on es van repetir les eleccions. Es va celebrar una segona volta de les eleccions els dies 4,7, 8 i 10 de març de 1990. L'opositor pro-independentista Sąjūdis va incloure un important nombre de candidats en diferents llistes de partits polítics. 91 candidats del Sąjūdis van guanyar escó al Soviet Suprem, donant-los majoria absoluta dels vots. Poc després de l'elecció, Sąjūdis va créixer encara més per incloure a més membres electes del parlament. Durant la seva primera sessió l'11 de març de 1990 va elegir Vytautas Landsbergis com al seu president (91 vots "a favor").
Vytautas Landsbergis va ser el primer no comunista en ocupar aquest càrrec en la república soviètica de Lituània. El mateix dia, el Soviet Suprem també va canviar el seu nom pel de Consell Suprem de la República de Lituània i declarà la Llei de Restabliment de l'Estat de Lituània (124 vots "a favor").

## Resultats
| Partit               | Partit                                | 1a volta | 2a volta    | Total    |
| -------------------- | ------------------------------------- | -------- | ----------- | -------- |
|                      | Partit Comunista de Lituània (Indep.) | 22       | 24          | 46 / 141 |
|                      | Partit Socialdemòcrata de Lituània    | 9        | 0           | 9 / 141  |
|                      | Partit Comunista de Lituània (CPSU)   | 7        | 0           | 7 / 141  |
|                      | Partit Verd de Lituània               | 2        | 2           | 4 / 141  |
|                      | Partit Democràtic de Lituània         | 0        | 3           | 3 / 141  |
|                      | Partit Democristià de Lituània        | 2        | 0           | 2 / 141  |
|                      | Lliga de Joves Comunistes de Lituània | 0        | 0           | 0 / 141  |
|                      | Independents                          | 48       | 16          | 64 / 141 |
|                      | Vacants                               |          |             | 6 / 141  |
| Participació: 71.72% | Participació: 71.72%                  | 135      | 91 (73,33%) | 141      |